# Козловский, Константин Мирославович
Константи́н Миросла́вович Козло́вский (11 ноября 1947, Кишинёв — 4 января 2001, Кривой Рог, Днепропетровская область) — украинский скульптор, художник. Член Национального союза художников Украины с 1993 года.
Работал в области монументальной скульптуры, станковой скульптуры, выполнял рельефы, горельефы, бюсты, ковку по металлу, резьбу по камню и др.; живопись маслом (портрет, натюрморт, пейзаж), графика.

## Родословная
Козловские происходили из польской шляхты, один из предков, Владислав Каетанович Козловский, поселился в Бессарабии в середине 19 века. Прадед скульптора, Казимир Владиславович Козловский, родился в 1861 г. в с. Биличены Ясского уезда, был крещён в костёле г. Бельцы. Казимир Козловский окончил Новоалександрийский институт сельского хозяйства и лесоводства, стал учёным-агрономом, служил управляющим Гриноуцким, а затем Криковским сельскохозяйственными училищами. Прабабушка, Олимпиада Михайловна, в девичестве Матвеева-Мотренко, из дворян, русская, православная. Окончила Высшие женские курсы в Санкт-Петербурге, преподавала в Гриноуцком сельскохозяйственном училище естествоведение. Дети Казимира и Олимпиады Козловских были православными. Дед, Иван Казимирович, окончил Киевский Императорский университет святого Владимира, знал несколько языков, работал преподавателем физики и математики в различных учебных заведениях. Увлекался рисованием и живописью. Бабушка, Елена Климентьевна, дочь коллежского секретаря Климентия Васильевича Стржельбицкого, православная. Её мать, Елисавета Дмитриевна Ротарь, была наполовину гречанкой, наполовину молдаванкой. В браке родители не состояли, Елена воспитывалась в семье Стржельбицких, окончила четыре класса Кишинёвской женской гимназии и консерваторию, но стать профессиональной певицей ей не позволил дворянский статус мужа. Пела только в домашнем кругу, преподавала в музыкальной школе. Отец, Мирослав Иванович Козловский, (1918—1982), родился в с. Гриноуцы Сорокского уезда в оккупированной Румынией Бессарабии. Среднее образование получил в Кишинёве. В 1938 г. стал студентом Ясского университета. Доктор физико-математических наук, профессор, был проректором и ректором Тираспольского педагогического института. Род научной деятельности — кристаллография. Его исследования в области физики кристаллов были известными. Принимал участие в научных конференциях и симпозиумах в Венгрии, ГДР, Чехословакии. Им опубликовано более 110 научных работ. М. И. Козловскому было присвоено звание «Заслуженный работник высшей школы Молдавской ССР», он награждён орденом «Знак Почета», медалями «За оборону Одессы» и др. Мирослав Иванович, как и его отец, увлекался живописью.
У Мирослава Ивановича был старший брат Константин (1915 г.р.), он окончил Ясский университет и работал в Румынии. Когда началась война, Мирослав переплыл Днестр и вступил в Красную армию. А Константин остался в Румынии, был мобилизован в Румынскую армию, командовал инженерным батальоном, имел чин полковника.
Как шутил Константин Мирославович, дядя брал Одессу, а отец её защищал. В начале 1944 г. К. И. Козловский попал в плен. Его осудили на 10 лет лишения свободы за коллаборационизм. В лагерях написал кандидатскую диссертацию по математике, брат присылал ему необходимые материалы. Защитил диссертацию после выхода из заключения, преподавал математику в Тираспольском педагогическом институте, опубликовал до 10-ти научных работ из области геометрии.
Мать, Евдокия Васильевна Козловская (1920—2007), родилась в с. Громки, ныне Руднянского района Волгоградской обл. Окончила Тираспольский педагогический институт, биологический ф-т, домохозяйка, некоторое время работала воспитательницей в детском саду. С Мирославом Ивановичем познакомилась в 1942 г. в Баку, куда его направили работать после тяжёлого ранения под Одессой. Её отец, Обыденков Василий Михайлович (1897—1920), русский, крестьянин; погиб в гражданскую войну до рождения Евдокии. Мать Евдокии Васильевны — Обыденкова (Киреева) Пелагея Павловна родилась в 1898 г.; русская, крестьянка. Проживала в с. Громки, дочь воспитывала сама. Переехала к дочери в Тирасполь в возрасте 48 лет и жила в её семье до самой смерти.

## Детство
После войны Козловские жили в Кишинёве в старом доме барачного типа. В это время отец работал директором Республиканского методического кабинета школ для взрослых и учился в аспирантуре в Москве. Семья жила бедно, продукты были по карточкам. В 1951 г. отцу предложили работу в Тираспольском педагогическом институте, и семья переехала в Тирасполь. Там ему дали квартиру, в которой он поселился с женой, двумя детьми, со своим отцом и матерью жены. У Константина было два брата — старший Казимир и младший Сергей. Константин был особенно дружен со старшим братом. В школе Константин учиться не стремился. Ему нравилось рисовать и лепить, а физика, математика и другие предметы лучше воспринимались, когда ему объяснял дед Иван. Где-то в 12 лет Константин начал заниматься боксом, старался развить физические способности: бегал, плавал, выполнял различные спортивные упражнения. Тренировки иногда заходили слишком далеко. Один раз он повис подбородком на подоконнике, чем испугал мать; жили они на третьем этаже. Он был очень неспокойным и активным ребёнком. В семье было развито уважение к старшим. Костя и его братья уважали отца и деда и любили мать. На протяжении всей жизни Константин всячески поддерживал её. Воспитанием детей занималась, преимущественно, Евдокия Васильевна, поскольку Мирослав Иванович был постоянно занят научными исследованиями и административной работой.

## Молодость
Когда Константин окончил 9 классов, он решил стать более самостоятельным, устроился матросом на пароход, который ушёл в рейс на несколько месяцев. Ему хотелось путешествовать. В этот период Константин едет в тайгу с геологами, простым рабочим.
Вернувшись в Тирасполь, Константин продолжал заниматься спортом, одна из тренировок была неудачной: прыгнув с высоты, он получил травму позвоночника. Далее был гипсовый корсет и полгода лечения. Это была уже вторая травма, первую травму позвоночника он получил в подростковом возрасте. Константин восстановил последствия травм физическими упражнениями, хотя и появилась в его фигуре некоторая сутулость. Позднее К.Козловский, шутя, называл себя «горбатым».
Мирослав Иванович считал, что сын должен учиться, чтобы потом иметь хорошую работу. Константин поступает в Бендерскую автошколу, в 1968 году оканчивает её и одновременно сдаёт экстерном экзамены в школе за 10-11 классы. Подготовиться к экзаменам ему помогал отец. После окончания школы работает водителем грузовика. Женился на приезжей девушке, которую звали Любовь Васильевна, с ней прожил около 2 лет. Она родила мальчика, которого назвали Олегом. Жили они с родителями, но семья распалась.
В период с 1968 по 1969 год Константин работал лаборантом киностудии в Тираспольском пединституте, выполняя работу киномеханика. Также проводил практические учебные занятия с группой слушателей специальности «Руководитель школьного кружка кинолюбителей» и «Руководитель школьного кружка рисования и лепки» факультета общественных профессий; оформлял учебные корпуса института. Преподавал в сельской молдавской школе рисование. Мирослав Иванович помог сыну организовать художественную мастерскую в Тирасполе и нашёл ему большой заказ по оформлению. Константин выполняет этот заказ и, при содействии отца, получает за него трёхкомнатную квартиру и значительную сумму денег. В 1969 году Константин едет в Ленинград и там поступает в Институт живописи, скульптуры и архитектуры им. И. Е. Репина АХ СССР. После 1-го семестра его исключают из института за хулиганство. Возвращаться домой он не спешит и остаётся работать в Подпорожье от Ленинградских художественно-производственных мастерских, где в течение года учится лепке, резьбе по камню, узнаёт разные техники в живописи и скульптуре; он общается с художниками, скульпторами — людьми искусства. В этот период узнаёт много такого, что потом пригодится ему в творчестве.

## Годы становления
В 1970 году Константин поступает в Одесский педагогический институт на художественно-графический факультет. В этом же году по настоянию родителей он женится на Людмиле Егоровой. В 1971 году родилась дочь Елена. Второй брак оказался неудачным, Константин оставляет жене квартиру, и они с Людмилой разводятся.
В период с 1973 по 1974 год Константин работает художником в Подпорожском районном доме культуры.
На диплом в Одесском педагогическом институте Константин Козловский сделал рельеф для оформления одного из кабинетов и получил за него высшую оценку. На выпускной в институте он появился в нарядном костюме, рубашке с галстуком, чем порядком озадачил своих сокурсников.
По воспоминаниям близких ему людей, Константин был высоким, худым, длинноногим, с большими руками и с большими серыми глазами. Всё делал быстро, а когда спешил говорить и волновался, то немного запинался. Постоянно попадал в драки и неприятные истории. С хорошим чувством юмора, обаятельный; у многих вызывал симпатию. К нему тянулись люди как хорошие, так и плохие. Был талантлив и из-за этого имел много завистников и недоброжелателей. Свою правоту, если надо, часто доказывал кулаками.
На выпускном ухаживал за Валентиной Гузь — они 5 лет учились в одной группе. По окончании института в 1975 году уехал в Тирасполь. Валентина уехала в Кривой Рог, где с 1974 году работала преподавателем в детской художественной школе № 1. В Кривой Рог Константин приехал в сентябре того же года и сделал Валентине предложение. Их бракосочетание состоялось 18 октября 1975 года. Семья была творческой, одновременно с работой в школе Валентина Александровна Козловская занималась графикой и живописью. Стала членом Национального союза художников Украины в 2010 году.
В городе оказалось много работы, но его тут никто не знал. Заказы поначалу находить было сложно. Одной из первых работ К.Козловского в городе стал бюст В. И. Ленина. Первым из художников, с кем он познакомился, был Виктор Новах. Между ними установились дружественные отношения. Виктор Новах умер в возрасте 32 года от белокровия. В его память Константин делает надгробный памятник, установленный на могиле художника.
В этот же период он знакомится со скульптором Анатолием Ярошенко. 31 июля 1976 г. родилась дочь Наталья, а 22 декабря 1978 г. — дочь Анна.
Скульптор работает в художественно-производственных мастерских, делает заказы для предприятий города. В конце 1976 года семья переехала в собственную квартиру в старом доме по ул. Глинки, купленную на деньги, заработанные Константином при оформлении ДК НКГОКа.

## Годы творчества
В 1979 году скульптор делает оформление интерьера Дома природы, который находился на проспекте Карла Маркса, г. Кривой Рог. Это его первая большая работа для города — целый архитектурно-скульптурный комплекс, который украшало 6-ти метровое панно «Весна». Все элементы были выполнены из искусственного камня. В 2012 году весь архитектурно-скульптурный комплекс Дома природы был демонтирован новыми владельцами здания. После выполнения этой работы на скульптора завели уголовное дело, с ним работали разные люди, не все остались довольны своим заработком. Нашлись недоброжелатели, которые подали заявление в прокуратуру о незаконном получении денег. Поскольку сумма была большая, то началось следствие, которое длилось около года. Козловского вызывали много раз к следователю на допросы. В итоге дело было закрыто за отсутствием состава преступления.
После переезда в Кривой Рог Константин редко куда выезжал. Он постоянно был в работе. Все поездки были спонтанными. Окружавшие его люди часто ничего собой не представляли. У него появляется такое понятие как «творческая пауза», когда после выполнения какого-нибудь заказа, а потом и без видимой причины он расслаблялся с помощью бутылки в кругу «друзей» и «доброжелателей». Отцу это не нравилось: он поучал сына, неоднократно указывал на неправильное поведение. Даже написал ему письмо на эту тему, где назвал эту «паузу» второй стороной медали, противоположной таланту и творческой личности.
Самая оригинальная работа Константина Козловского — фонтан «Сказка». Фонтан представляет собой 12-ти метровую скульптурную композицию выполненную из искусственного камня. Он находится у полуразрушенного кинотеатра «Горняк», ул. ХХ-го Партсъезда, Жовтневого района, г. Кривой Рог; на базе кинотеатра хотели построить кукольный театр, но финансирование было прекращено в 1988 г. Скульптурная композиция фонтана отличается зрелым творческим вкусом, безупречным ощущением формы и стиля. Обобщённость, стилизованность фигур придаёт композиции целостность восприятия. Чувствуется гармония и пластика форм и линий, здесь нет ничего лишнего — каждая деталь дополняет эту оригинальную композицию. Эскизный проект фонтана был вылеплен из пластилина и имел несколько вариантов. Эскизные варианты сохранились только на фотографиях. Долгое время фонтан находился в запустении. Восстановить фонтан требовала общественность города, о проблеме писали криворожские журналисты О.Захарченко, В.Стецюк, поэт и художник Ю.Слащёв. В 2013 году о фонтане вспомнили. . В 2014 году фонтан был реконструирован и открыт. Реконструкцию фонтана финансировал ЦГОК, работы выполнила Управляющая компания «Дом. Ком» (ООО).
Реконструированную скульптурную композицию фонтана раскрасили в яркие цвета, что не соответствовало творческому замыслу автора. Скульптор планировал покрыть все фигуры композиции в белый цвет с добавлением флуоресцентного пигмента; предполагалось использование светомузыки, чтобы в вечернее время фонтан переливался разными цветами.
Для недостроенного кукольного театра К.Козловский сделал ряд скульптур. Выполненные им скульптуры, а также элементы украшения театра, были установлены в разных частях города как садово-парковая скульптура.
В 1982 году от инфаркта скончался отец, и Константин, взяв дочь Наталью, поехал в Тирасполь на похороны. Своему отцу он вылепил бюст, самый большой на Тираспольском кладбище.
В 80-е годы скульптор выполнил горельефы «Театр» и «Живопись» (1985 г.) для ДК ЦГОКа. В этих работах виден собственный стиль, который спутать с чьим-то другим сложно. Рельеф «Весть» и декоративные вазы (1989 г.) находятся в здании криворожского Главпочтамта. В Великой Александровке скульптор выполнил совместно с А. Ярошенко памятник погибшим воинам ВОВ и ряд других скульптурных произведений. Большая скульптура «Родина-Мать», выполненная Козловским в 80-е годы, находится в Широковском районе.
Профессионализм, масштабность мышления и мастерство позволяли ему создавать такие монументальные произведения. Скульптор владел профессиональными приёмами на каждом этапе своей работы — от идеи и до полного её воплощения. Он делал любую подготовительную или подсобную работу — один стоил целой группы работников. «Человек-комбинат» — так о нём говорили.
В 90-е годы Константин Козловский продолжает заниматься монументальной и станковой скульптурой, архитектурно-декоративной пластикой, и в то же время всё сильнее увлекается живописью.
Многие годы Константин Мирославович входил в состав градостроительного и художественного советов города. Сотрудничал с архитекторами, скульпторами и художниками.
В 1993 г. состоялась претендентская выставка Константина Козловского в Национальный союз художников Украины, на которой он представил более 10 станковых скульптур. Среди них были скульптуры: «Кентавр», «Орфей», «Муза», «Танец», «Ангел» и др. Выставка проходила в зимнем саду ДК шахты «Гигант», скульптуры удачно вписались в ландшафт. За представленные работы Константин Козловский был принят в НСХУ единогласно.
В 1993—1994 гг. Константин Козловский работает главным художником в творческом объединении «Кентавр» Криворожского отделения союза художников, затем главным художником на творческом предприятии «Палитра».
В 1994 г. от постоянного перенапряжения у Константина Козловского случился инфаркт миокарда. Его последствие — сужение сосудов на ногах. Скульптор никогда не отдыхал и не был в отпуске, по воскресеньям и на праздники занимался живописью или делал эскизы будущих работ.
Подорванное здоровье сложно восстанавливалось, но скульптор боролся с недугом и постепенно шёл на поправку. В этом же году он работает над скульптурной композицией «Въезд в Софиевский район».
Во время одного из переездов из одной мастерской в другую Козловский, по состоянию здоровья, не мог руководить переездом; новыми съёмщиками помещения были выброшены многие эскизные варианты скульптур, выполненные в пластилине и глине. Среди них был и эскизный проект фонтана «Сказка».
В эти годы Константин Козловский занимается живописью, изучает различные техники, экспериментирует, обменивается опытом с коллегами-художниками. Одним из таких коллег, с которым он дружил, был художник Николай Сорокин. Это был равноценный обмен опытом двух талантливых и знающих своё ремесло людей. Константину Козловскому уже давно было чем поделиться и что рассказать. У него появляются ученики, которые стремятся научиться и перенять мастерство. В числе учеников была Инна Линёва, она стала признанной художницей в области графики, живёт и работает в США. У своих дочерей Константин Мирославович также развивал творческие способности. Дочь Наталью обучал технике и приёмам живописи и графики. Дочери окончили художественно-графический факультет Криворожского педагогического университета, Наталья Козловская стала художницей (иконопись, живопись), а Анна Козловская работает в области дизайна интерьера.
В живописи Константин Козловский продолжает поиск самовыражения, используя при этом приёмы живописи и приёмы, к которым прибегают скульпторы. Живопись у него передаётся через пятно, линию, цвет. Он использует разные цветовые гаммы, здесь есть движение, пластика и, прежде всего, идея, мысль. Среди его живописных работ немало портретов, натюрмортов, есть пейзажи и тематические композиции. Среди портретов — много автопортретов, они как саркастический взгляд на самого себя. Разработанная им авторская техника позволила ему открыть новые возможности в живописи, для которой характерна монументальная обобщённость, лаконичность, оригинальность.
В 1996 г. Константин Козловский переносит второй инфаркт миокарда. После этого обострилась аллергия на медицинские препараты, гипс, цемент, краску. Восстановиться после второго инфаркта не представлялось возможным. Кроме всего, в эти годы трудно было с работой: её сложно было получить, и за неё могли не заплатить. Но скульптор продолжает работать. Из его мастерской выходят скульптуры: «На рассвете», «Старенькая» (портрет бабушки скульптора), серия женских портретов, серия обнажённых фигур, бюст А. Н. Поля и бюст Т. Г. Шевченко, «Автопортрет» и др.
В 1998—2001 гг. Константин Козловский работал на предприятии «Сухая балка». Одной из последних и больших работ скульптора стала крупномасштабная реставрация и реконструкция ДК «Сухая балка» им. Б. Хмельницкого, которой он руководил. Он создал галерею рельефных портретов деятелей украинской культуры для фризов трёх порталов дворца. Им был выполнен 21 портрет и разработаны скульптурные элементы для интерьера ДК. В период работы над портретами Константин Козловский перечитывал поэзию Т.Шевченко, Л.Украинки, И.Франко, изучал фотографии, портреты и все доступные материалы, чтобы лучше понять и предать их образы. В этот же период он увлёкся керамикой, здесь ему хотелось экспериментировать и воплощать новые идеи.
Все эти годы рядом с Константином Мирославовичем была его жена Валентина Александровна. Она всегда его поддерживала в трудные моменты жизни, вместе они прожили 26 лет.
Осень 2000 г. — 3-й инфаркт миокарда. Больница, лечение, тяжёлое восстановление. Здесь уже не было надежды, но Константин Козловский боролся с болезнью и продолжал работать даже в больнице. После больницы снова берётся за работу. Много ещё нужно сделать, много планов и намеченных целей. 2001 г. скульптор встретил в кругу семьи. Это был его последний год, последние дни его жизни.
Константин Мирославович Козловский запомнился представителям творческой интеллигенции г. Кривой Рог как интересный, яркий, талантливый человек, «скульптор-бунтарь», незаурядная личность с нелёгкой творческой судьбой. Он умер 4 января 2001 г. в возрасте 53 года, похоронен на Западном кладбище, г. Кривой Рог.
В 2004 году состоялась персональная выставка станковой скульптуры, живописи и графики Константина Козловского в городском выставочном зале, г. Кривой Рог. Выставка была посвящена памяти скульптора. Её организовала семья Константина Козловского при поддержке горисполкома, председателя Криворожской организации НСХУ Владимира Токаря, Владимира Зайцева и др. На выставке была представлена большая экспозиция живописных работ, более 2-х десятков скульптур, рельефы и графика. Основная часть работ хранится в семье Козловских.

## Послужной список
- 1968—1973 гг. — г. Тирасполь, работает лаборантом в Тираспольском пединституте и по художественным заказам.
- 1973—1974 гг. — г. Подпорожье, Ленинградской обл., от Ленинградского Союза художников, работал над оформлением ДК.
- С 1975 г. работает в г. Кривой Рог.
- 1975 −1992 гг. — в художественно-оформительских мастерских (1978 г.) и на предприятиях города по выполнению монументальных работ (рельефы, горельефы, бюсты, вазы и т. п.).
- 1993—1994 гг. — творческое объединение «Кентавр», главный художник от Криворожского отделения Союза художников.
- 1994—1995 гг. — творческое предприятие «Палитра» от Криворожского отделения Союза художников, главный художник.
- 1996—2001 гг. — на предприятиях города.
- 1998—2001 гг. — на предприятии «Сухая Балка», оформление Дворца культуры.

## Работы
Основная часть работ Константина Козловского — это монументальная скульптура, станковая скульптура, рельефы, горельефы, бюсты и др. В своих работах он использовал различные материалы: бетон, стеклобетон, гипс, натуральный и искусственный камень; для эскизов — глину и пластилин. В конце 1980-х годов начал интенсивно заниматься живописью маслом, писал портреты, натюрморты, пейзажи, жанровые картины. Разработал свою авторскую технику. Работал в области графики, использовал различные графические техники и материалы. В последние годы жизни занимался и керамикой. В наследии К. Козловского множество эскизов, выполненных карандашом, тушью и чернилами с отмывкой; гуашью, акварелью, цветными карандашами и мелом, некоторые сделаны просто цветными гелевыми ручками. Многие из них — это уже законченные работы. Некоторые эскизы остались так и не воплощёнными, другие, напротив, были реализованы в скульптуре, живописи, дереве, керамике.

## Выставки
- 1970 — Ленинград, станковая скульптура.
- 1993 — претендентская выставка в Союз художников в зимнем саду ДК шахты «Гигант», Кривой Рог.
- 1995 — выставка криворожских художников в Украинском доме в Киеве.
- 1994—1997 — выставки в зале финансово-экономического техникума (скульптура, живопись).
- 1995 — персональная выставка скульптуры в музыкальном училище, Кривой Рог.
- 1999 — участие в выставках ведущих художников города (живопись).
- 1999 — выставка в зале финансово-экономического техникума (живопись), Кривой Рог.

Персональные выставки:
- 2003 — выставка криворожских художников (скульптура, живопись), Киев.
- 2004 — персональная выставка скульптуры, живописи и графики в городском выставочном зале, Кривой Рог.